# 勒格林湖

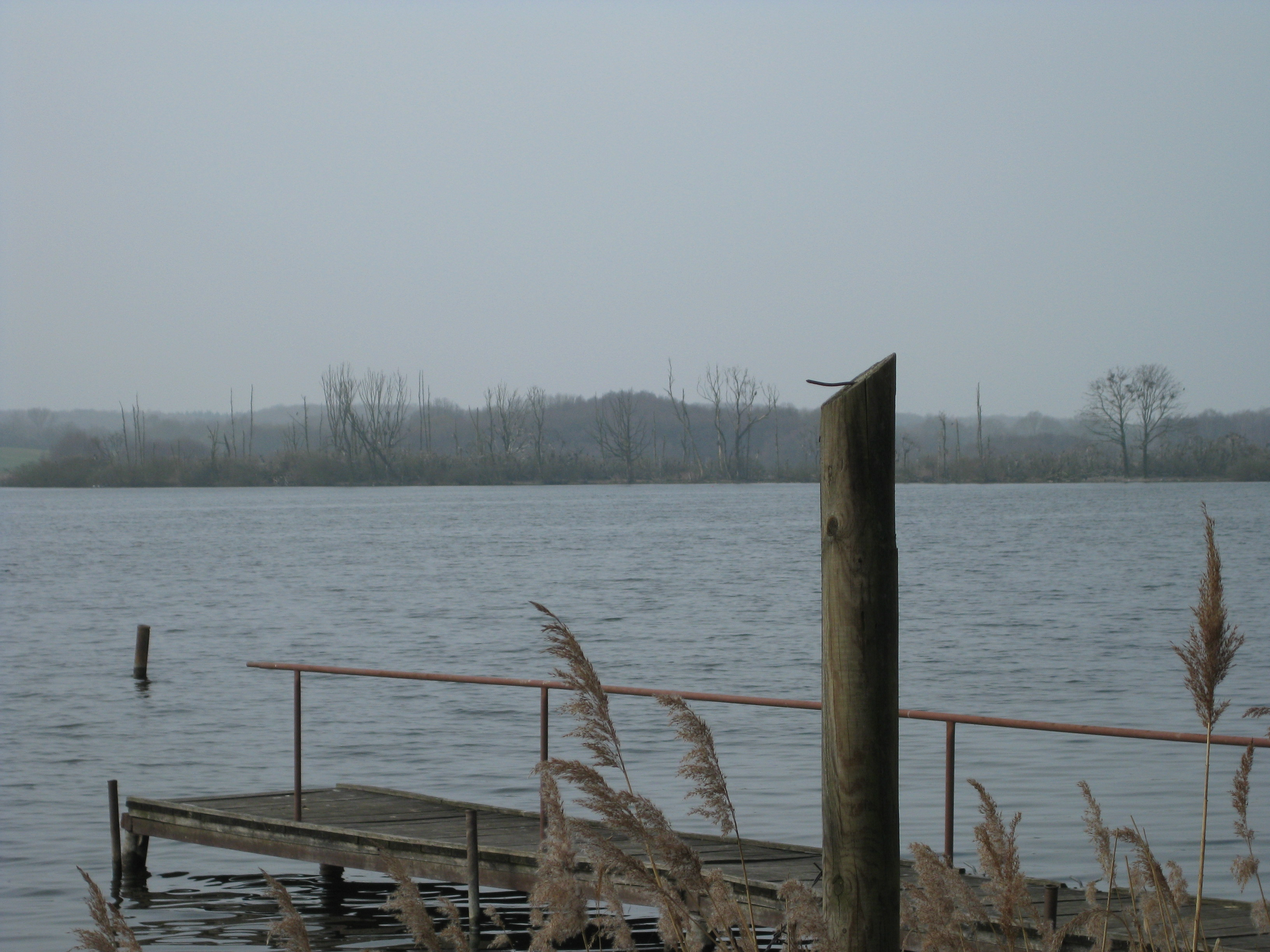

53°43′45″N 10°55′48″E / 53.72917°N 10.93000°E
勒格林湖（德語：Röggeliner See），是德國的湖泊，位於該國東北部梅克倫堡-前波美拉尼亞州，由西北梅克倫堡縣負責管轄，長2.2公里、寬1.2公里，面積1.77平方公里，海拔高度37米，平均水深2.9米，最大水深6.8米，湖岸線長度8公里，水體容量514萬立方米。